# Marcella von Rom

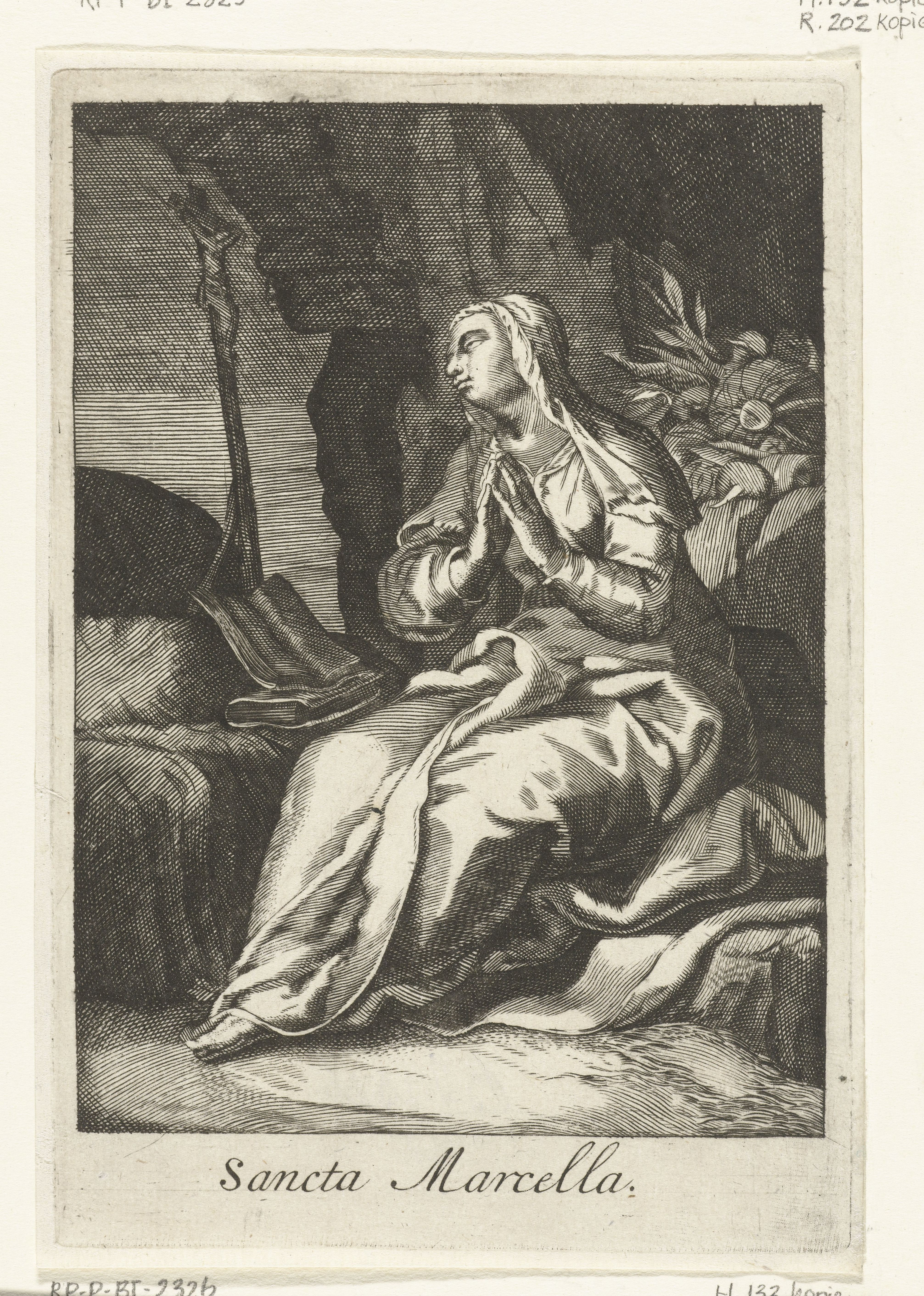
Die heilige Marcella als Eremitin (Sacra Eremus Ascetriarum, Hendrik Aertssen, Antwerpen 1619)

Marcella von Rom (* um 330 in Rom; † 410 oder 411 in Rom) war eine römische Aristokratin und frühchristliche Asketin. Sie ist als Briefpartnerin des Hieronymus bekannt.
Marcella wird als Heilige und Märtyrin verehrt; ihr Gedenktag ist der 31. Januar.

## Leben
Marcella war ein Mitglied der Stirps (Familie) der Ceionii Rufii. Ihre Mutter Albina war die erste Christin in dieser zum römischen Hochadel gehörenden Familie; ihr Vater war früh gestorben. Albinas Bruder war wahrscheinlich Gaius Ceionius Rufius Volusianus Lampadius, Stadtpräfekt des Jahres 365 und eine Führungspersönlichkeit des stadtrömischen Heidentums. Er gehörte zu einer Gruppe von Senatoren, welche die Instandsetzung von Tempeln und die Wiederaufnahme ihres Kultes förderten.
Marcellas Mann starb nach siebenmonatiger Ehe. Ihre Mutter strebte daraufhin eine Eheschließung Marcellas mit Naeratius Cerealis an, dem Konsul des Jahres 358, der zudem mit dem Kaiserhaus verwandt war. Doch Marcella, die sich zu einem asketischen Leben entschlossen hatte, lehnte die Ehe mit diesem wesentlich älteren Mann ab.

„Marcella erwiderte: Wenn ich heiraten wollte und nicht den Wunsch hätte, mich ständiger Keuschheit zu weihen, dann würde ich mich nach einem Manne, nicht aber nach einer Erbschaft umsehen. Da gab er ihr zu bedenken, daß auch Greise lange leben und junge Leute schnell sterben könnten. Aber mit feinem Witz gab sie zur Antwort: Wohl kann ein junger Mann schnell sterben, aber ein Greis kann nie mehr lange leben.“

Silvia Letsch-Brunner datiert diese Absage in die Zeit kurz nach Cerealis’ Stadtpräfektur 352/53. Die junge Witwe, die auch weitere Heiratsangebote abwies, kleidete sich bewusst einfach und reduzierte ihre Sozialkontakte. Albinas Bruder hatte Kinder, die nun auf deren Wunsch als Erben eingesetzt wurden. Marcella akzeptierte diese Entscheidung; das Vermögen ging damit an die Verwandtschaft – und nicht an die Kirche. (Die Kirche durch Schenkungen zu begünstigen, war ein so starker Trend, dass Valentinian I. dies 370 gesetzlich erschwerte.)
Hieronymus behauptet, Marcella habe Athanasius den Großen persönlich kennengelernt und von ihm gehört, wie die ägyptischen Mönche lebten. Diese bis dahin in Rom unbekannte Lebensform habe sie als Vorbild genommen. Als Athanasius sich 339/341 in Rom aufhielt, war Marcella allerdings noch ein Mädchen. Es spricht daher einiges dafür, dass sie ihre Kenntnis des Mönchtums aus der um 360 von Athanasius verfassten Vita des Antonius bezog. Auf einem Landgut an der Via Nomentana (bei Sant’Agnese fuori le mura) gab es bereits eine Frauengemeinschaft, die ihr als Vorbild dienen konnte.
Im Jahr 382 lud Marcella den antiochenischen Presbyter Hieronymus, der im Gefolge seines Bischofs Paulinus von Antiochia nach Rom gereist war, in ihr Haus auf dem Aventin ein. Sie hatte dort eine Bibliothek mit christlicher Literatur aufgebaut und leitete einen Gesprächskreis asketisch interessierter Christinnen der Oberschicht. In diesem Kreis lernte der rund zwanzig Jahre jüngere Hieronymus unter anderem Paula und ihre Tochter Eustochium kennen, mit denen er nach seiner überstürzten Abreise aus Rom im August 385 eine Pilgerreise ins Heilige Land unternahm. Anschließend ließ sich die Gruppe in Bethlehem nieder, und Paula finanzierte dort die Anlage eines Frauen- und eines Männerklosters. Hieronymus stand mit Marcella in Briefkontakt; 18 an sie gerichtete Briefe sind erhalten. Darin beantwortete er exegetische und theologische Fragen, die Marcella ihm vorlegte. Sie hatte demnach Hebräisch gelernt, um das Alte Testament im Original lesen zu können; das Bemühen um diese Sprache sah sie vielleicht (ähnlich wie Hieronymus selbst) als eine Form der Askese. Einige Briefe datieren aus der Zeit, als Hieronymus in Rom wohnte und regelmäßiger Gast in Marcellas Studienkreis war. Trotzdem wünschte Marcella die Erläuterung schwieriger Textstellen in schriftlicher Form, und Hieronymus kam dem nach. Marcella wollte diese Texte als Multiplikatorin verbreiten, was Hieronymus natürlich recht war.
Zwischen 385/386 und 394 gibt es eine Lücke in der Korrespondenz, was vielleicht daran liegt, dass Marcella sich Hieronymus’ Vorstellungen von einer rigoristischen Askese widersetzte. Epistula 46, angeblich von Paula und Eustochium, tatsächlich aber von Hieronymus geschrieben, lud sie ein, in das Bethlehemer Kloster einzutreten. Aber Marcella lehnte ab. Seit 393 leitete sie mit ihrer jüngeren Freundin und Schülerin Principia eine Frauengemeinschaft auf einem ihrer Landgüter in der Umgebung von Rom. Dabei scheinen Marcella und Principia aber weiterhin meist auf dem Aventin gewohnt zu haben und das Landgut nur gelegentlich besucht zu haben.
Im Origenistischen Streit unterstützte Marcella Hieronymus. Dank ihrer Herkunft aus der stadtrömischen Aristokratie verfügte sie über gute Beziehungen zum jeweiligen Bischof von Rom, die sie in diesem Sinne nutzte. „Zugleich bewahrt sie ihre Selbständigkeit, indem sie weiter ihren Standespflichten nachkommt, weder den ganzen Besitz aufgibt noch übermäßig fastet …“
Bei der Plünderung Roms durch die Goten im August 410 wurde die etwa achtzigjährige Marcella von Soldaten Alarichs schwer misshandelt. Hieronymus zufolge trat Marcella den Plünderern unerschrocken entgegen und spürte die Schläge mit Stöcken und Riemen nicht. Dabei bat sie, die anwesende Principia zu verschonen. Die Goten waren dazu bereit und brachten beide Frauen nach San Paolo fuori le Mura, eine Kirche, die als Zufluchtsstätte dienen sollte. Marcella starb einige Monate später an ihren Verletzungen, nach Hieronymus allerdings „gesund, unversehrt und mit rüstigem Körper im Herrn.“ Das genaue Todesdatum ist nicht überliefert.
Hieronymus widmete Marcella einen rühmenden Nachruf (Epistula 127, De vita sanctae Marcellae), den er ihrer Freundin Principia sandte – wenn auch erst zwei Jahre nach Marcellas Tod. Er nutzte diesen Nachruf, um Marcella zu einer Ikone der Frauenaskese zu stilisieren. „Der Ruhm dieser Frau – seiner Freundin! – strahlte nicht zuletzt auch auf ihn ab.“

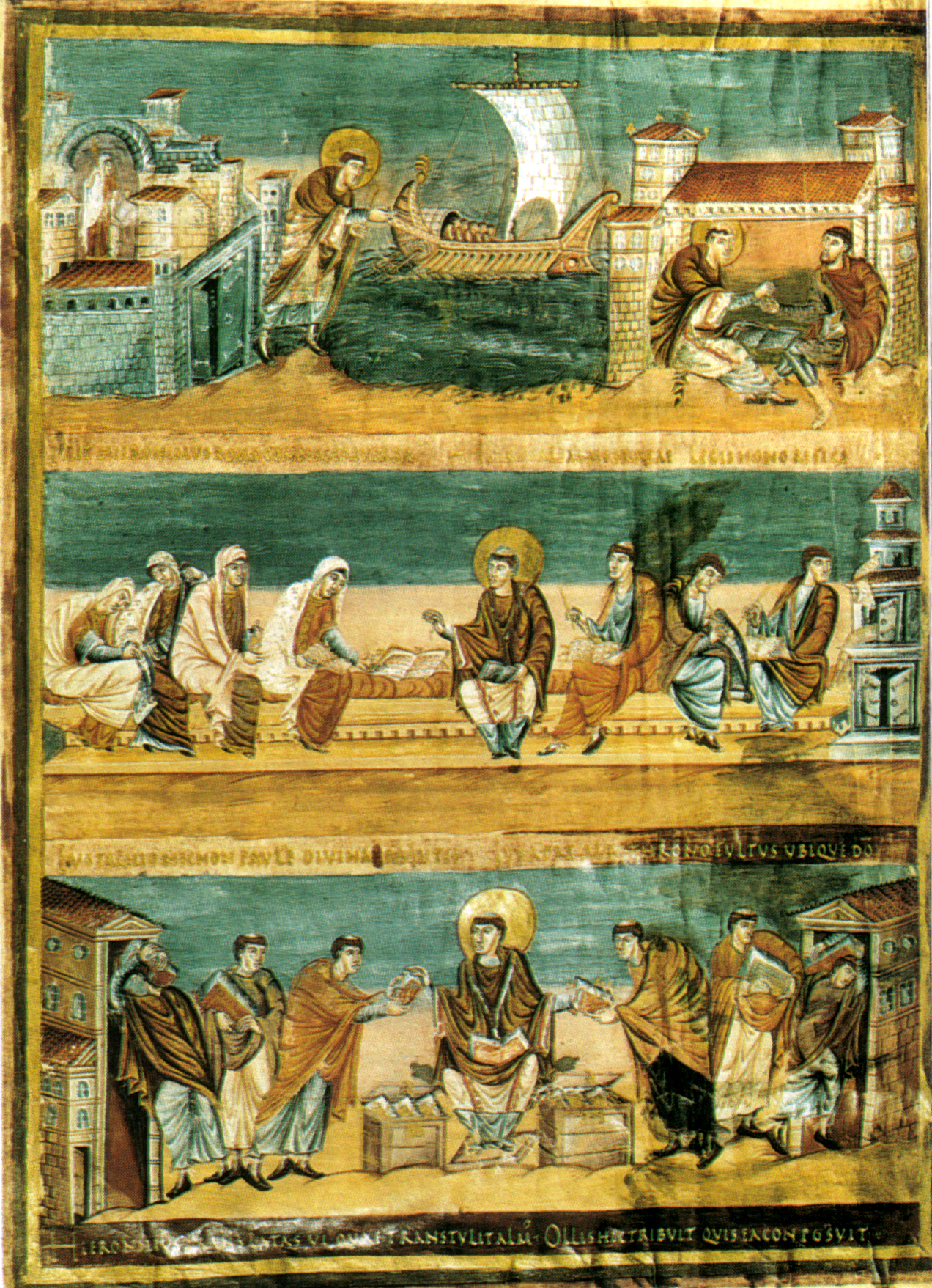
Szenen aus dem Leben des Hieronymus, Mitte: Hieronymus unterrichtet vier Frauen mit Buchrollen in den Händen (Erste Bibel Karls des Kahlen, Tours 845/46, fol 3v)

## Rezeption
Durch den Briefwechsel mit Hieronymus blieb Marcella in der Erinnerung. Beispielsweise verwies Heloisa gegenüber Petrus Abaelardus auf Marcellas durch die Anleitung des Hieronymus vertieftes Bibelstudium. Abaelardus bezeichnete andererseits Heloisa als neue Marcella.
Silvia Letsch-Brunner erwägt, dass Marcella in der Ersten Bibel Karls des Kahlen als eine von vier Frauen mit Buchrollen dargestellt ist, die von Hieronymus unterrichtet werden. In den seltenen neuzeitlichen Bildnissen wird Marcella meist als vornehme Römerin dargestellt, Frauen und Mädchen unterrichtend, mit Kruzifix an ihrer Seite und in der Bibel lesend. Auch in die bildende Kunst des 20. Jahrhunderts fand Marcella Eingang. Ihre Rolle in der Geschichte der Frauen machte die feministische Künstlerin Judy Chicago deutlich: In ihrer Arbeit The Dinner Party widmete sie ihr eines der 39 Gedecke am Tisch. Das Motiv ihres Tischläufers ist der Grundriss einer frühchristlichen Basilika; damit wird Marcellas Beitrag als Multiplikatorin und Organisatorin der Kirche von Rom gewürdigt: Sie machte die asketische Lebensform bekannt und gewann zahlreiche Frauen dafür.

## Marcella als Namensgeberin

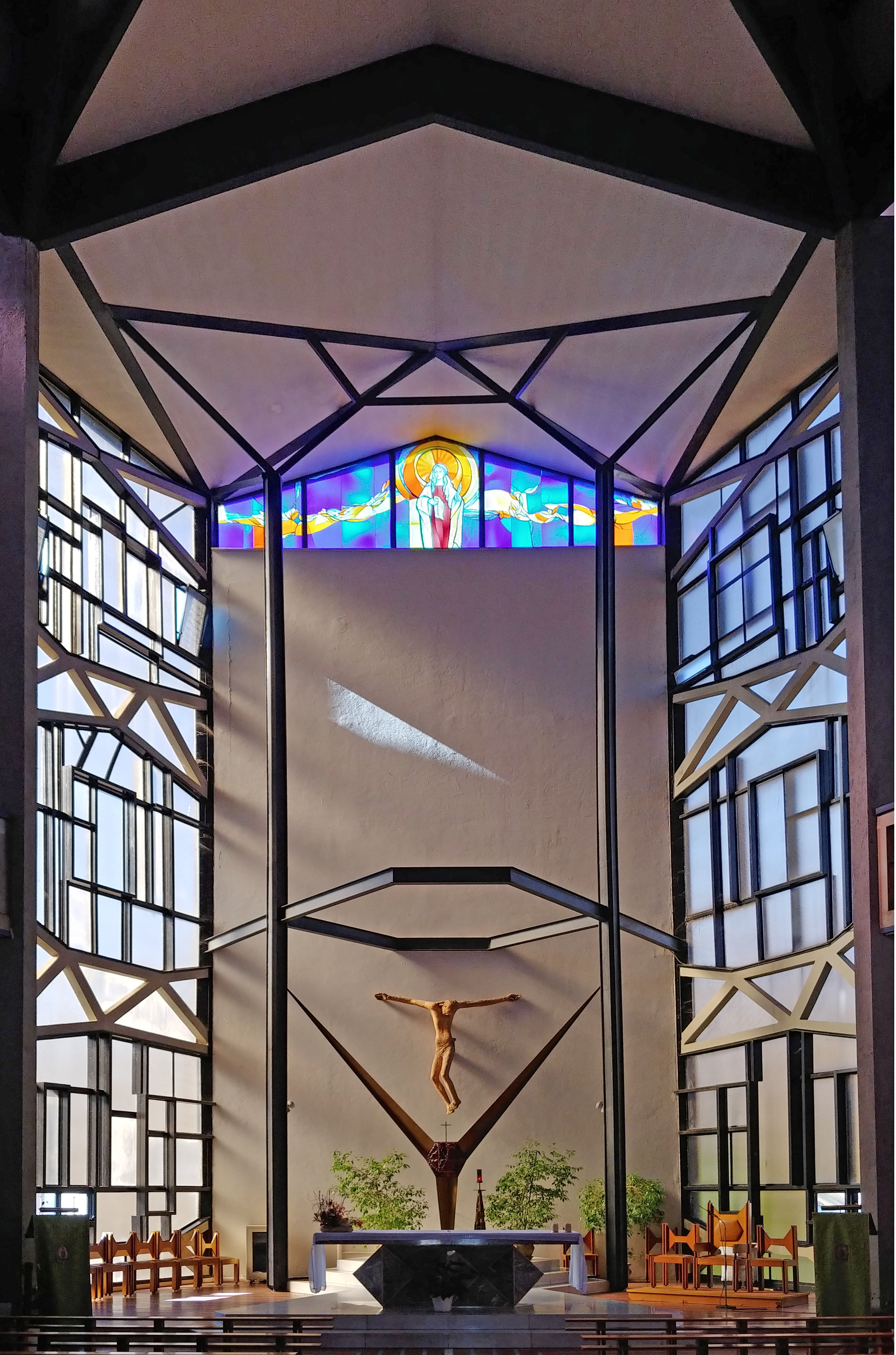
Santa Marcella, Blick zum Altar

Die moderne Kirche Santa Marcella befindet sich im Quartiere Ostiense von Rom (Diözesanbereich Rom Nord); sie wurde 1965–1969 nach Plänen von Leonardo Del Bufalo erbaut. Im Apsisfenster ist Marcella mit einem Palmwedel als Symbol des Martyriums zu sehen.

### Lexika
- Heike Grieser: Marcella. In: Walter Kasper (Hrsg.): Lexikon für Theologie und Kirche. 3. Auflage. Band 6. Herder, Freiburg im Breisgau 1997, Sp. 1299.
- Kathryn Kleinkopf: Marcella. In: Brill Encyclopedia of Early Christianity Online
- Silvia Letsch-Brunner: Marcella. In: Religion in Geschichte und Gegenwart (RGG). 4. Auflage. Band 5, Mohr-Siebeck, Tübingen 2002, Sp. 785.
- Silvia Letsch-Brunner: Marcella (1). In: Der Neue Pauly. Band 7, Metzler, Stuttgart/Weimar 1999, Sp. 847 (Digitalisat).

### Monographien
- Gabriele Disselkamp: „Christiani Senatus Lumina“: Zum Anteil römischer Frauen der Oberschicht im 4. und 5. Jahrhundert an der Christianisierung der römischen Senatsaristokratie (= Theophaneia. Band 34). Philo, Bodenheim 1997, ISBN 3-8257-0001-1.
- Alfons Fürst: Hieronymus. Askese und Wissenschaft in der Spätantike. Zweite, inhaltlich überarbeitete Auflage. Herder, Freiburg/Basel/Wien 2016, besonders S. 211 f. ISBN 978-3-451-31144-4.
- Silvia Letsch-Brunner: Marcella – Discipula et Magistra. Auf den Spuren einer römischen Christin des 4. Jahrhunderts (= Beihefte zur Zeitschrift für die Neutestamentliche Wissenschaft und die Kunde der älteren Kirche. Band 91). De Gruyter, Berlin/New York 1998. ISBN 3-11-015808-6.
- Stefan Rebenich: Hieronymus und sein Kreis: Prosopographische und sozialgeschichtliche Untersuchungen. Steiner, Stuttgart 1992. ISBN 3-515-06086-3.

### Artikel
- Michael Graves: The Biblical Scholarship of a Fourth-century Woman: Marcella of Rome. In: Ephemerides theologicae Lovanienses 87 (2011), S. 375–391.
- Larissa Seelbach: „Wenn Männer nach den Schriften fragen würden, würde ich nicht mit Frauen reden“ – Marcella als Lückenbüßerin? In: Augustiniana 54 (2004), S. 343–358.
- Karin Sugano: Marcella von Rom. Ein Lebensbild. In: Michael Wissemann (Hrsg.): Roma renascens: Beiträge zur Spätantike und Rezeptionsgeschichte, Festschrift Ilona Opelt. Lang, Frankfurt am Main u. a. 1988, S. 355–376.